# Ludger Tewes

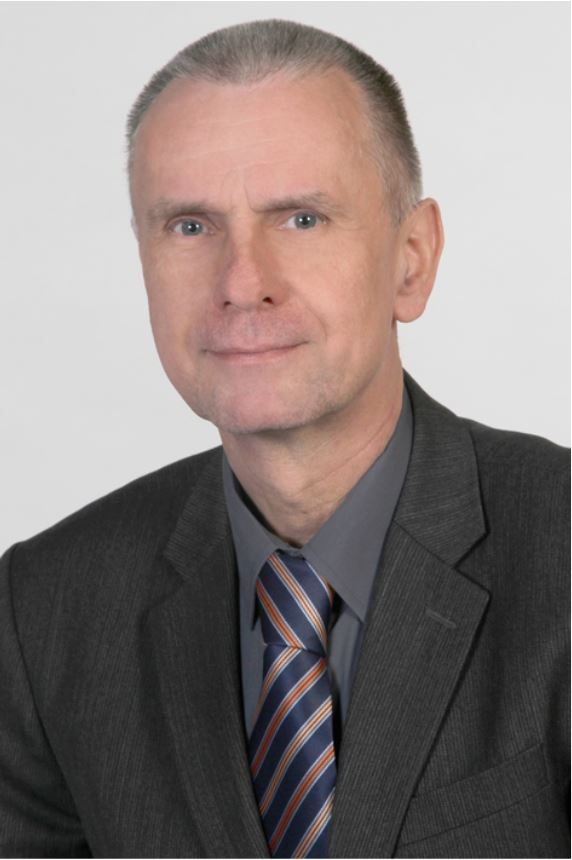
Ludger Tewes (2019)

Ludger Tewes (* 16. April 1955 in Gladbeck) ist ein deutscher Historiker und Romanist
.

## Leben
Nach seinem Abitur 1974 leistete Tewes Wehrdienst bei der Bundeswehr. Anschließend studierte er Geschichte, Philosophie, Pädagogik, Französisch und Romanistik an der Ruhr-Universität Bochum, der Westfälischen Wilhelms Universität-Münster, der Rheinischen Friedrich-Wilhelms-Universität Bonn sowie an der Universität Paris Sorbonne. 1980 erwarb er den Magister artium, 1982 legte er das Staatsexamen ab.
Im Januar 1985 wurde er nach Gutachten der Mediävisten Ferdinand Seibt und Franz-Josef Schmale an der Fakultät für Geschichtswissenschaft der Ruhr-Universität Bochum mit der Dissertation Die Amts- und Pfandpolitik der Erzbischöfe von Köln im Spätmittelalter (1306–1463) zum Dr. phil. promoviert, wo er ab 1983 wissenschaftlicher Mitarbeiter gewesen war. Außerdem wurde er Lehrbeauftragter an der Fakultät für Geschichtswissenschaft und der Katholisch-Theologischen Fakultät (Katholische Kirchengeschichte). Tewes erhielt ein Habilitationsstipendium der Görres-Gesellschaft zur Pflege der Wissenschaft. 2012 wurde er an der Philosophischen Fakultät der Universität Potsdam im Fach Neuere Geschichte bei Bernhard R. Kroener mit der Arbeit Der Einsatz der Schwestern vom Deutschen Roten Kreuz im mobilen Sanitätsdienst der Wehrmacht 1939–1945 habilitiert. Tewes ist seitdem Privatdozent an der Universität Potsdam.

## Forschungsschwerpunkte
Seine Forschungsschwerpunkte sind Militärgeschichte, Frankreich, Friedens-, Landfriedens- und Konfliktforschung, Jugend im Nationalsozialismus, Modernisierung der Gesellschaft und Humanitarianism.
Tewes ist Mitglied im Verband der Historiker und Historikerinnen Deutschlands und in der Görres-Gesellschaft. Er ist nebenberuflich als Kirchenorganist tätig.

## Schriften (Auswahl)
Monografien
- Kriegsgeschichte der Stadt Gladbeck 1939–1945. Eine Untersuchung im Kontext strategischer Konzeptionen. Gladbeck 1978.[18]
- Der Zweite Weltkrieg im Raum Bottrop und Umgebung 1943–1945. Mit einer Darstellung der Kämpfe südlich der Lippe um Kirchhellen und Bottrop vom 24. März bis 1. April 1945. Daten, Fakten, Augenzeugenberichte (= Beiträge zur Bottroper Geschichte. Band 8). Hrsg. v. der Historischen Gesellschaft Bottrop e. V., Postberg Bottrop, Mai 1985, Bottrop 1985.
- Die Amts- und Pfandpolitik der Erzbischöfe von Köln im Spätmittelalter (1306–1463) (= Dissertationen zur mittelalterlichen Geschichte. Band 4). Böhlau, Köln u. a. 1987, ISBN 3-412-04986-7.
- Mittelalter an Lippe und Ruhr. Geleitwort von Franz Hengsbach. 2. Auflage, Hobbing, Essen 1988, ISBN 3-920460-40-5.
- Jugend im Krieg. Von Luftwaffenhelfern und Soldaten 1939–1945 (Vorwort von Rolf Schörken), Hobbing, Essen 1989, ISBN 3-920460-49-9.
- Mittelalter im Ruhrgebiet. Siedlung am westfälischen Hellweg zwischen Essen und Dortmund (13. bis 16. Jahrhundert). Ferdinand Schöningh, Paderborn u. a. 1997, ISBN 3-506-79152-4 (Digitalisat).[19]
- Frankreich in der Besatzungszeit 1940–1943. Die Sicht deutscher Augenzeugen. Bouvier, Bonn 1998, ISBN 3-416-02726-4.[20]
- Die Rotkreuz-Schwesternschaften im Nationalsozialismus und im Zweiten Weltkrieg (1933–1945), aus: Rotkreuzschwestern: die Pflegeprofis. Menschlichkeit – die Idee lebt. Herausgegeben vom Verband der Schwesternschaften vom Deutschen Roten Kreuz e. V., Verlag Olms, Hildesheim, Zürich, New York 2007, S. 97–122. ISBN 978-3-487-08467-1.
- Rotkreuzschwestern. Ihr Einsatz im mobilen Sanitätsdienst der Wehrmacht 1939–1945 (= Krieg in der Geschichte. Band 93). Ferdinand Schöningh, Paderborn 2016, ISBN 978-3-506-78257-1.[21]
- mit Katrin Bürgel: „Auf ein frohes Wiedersehen, liebe Mutter.“ Kriegskultur und Erfahrungshaltung im westfälischen Amt Gladbeck 1914–1918 (= Schriftenreihe des Stadtarchivs Gladbeck. Band 1). Klartext, Essen 2016, ISBN 978-3-8375-1579-4.
- Individuelle Erfahrung und gesellschaftliche Deutung auf den Schlachtfeldern Flanderns vor Langemark 1914 und 1917, in: Katrin Bürgel, Ludger Tewes: „Auf ein frohes Wiedersehen, liebe Mutter.“ Kriegskultur und Erfahrungshaltung im westfälischen Amt Gladbeck 1914–1918 (= Schriftenreihe des Stadtarchivs Gladbeck. Band 1). Klartext, Essen 2016, ISBN 978-3-8375-1579-4, S. 123–211.
- Wehrmacht und Evangelische Kirche in Paris zur deutschen Besatzungszeit 1940–1944. Aus den Lebenserinnerungen des Auricher Pastors Anton Lüpkes (1900–1991), in: Jürgen Bärsch und Hermann-Josef Scheidgen (Hrsg.): Historia magistra vitae (= Theologie und Hochschule, Heft 5), Köln 2019, ISBN 978-3-945777-00-8, S. 557–610.
- (Bearb.) Tagebuch (1926 bis 1945) der Rotkreuzschwester Klara im Heeressanitätsdienst – Eine Konstruktion der Wirklichkeit (= Beiträge und Miscellen. Band 11). 2. Auflage, Köln/Bonn 2020, ISBN 978-3-945777-02-2.
- Die Panzergrenadierdivision „Großdeutschland“ im Feldzug gegen die Sowjetunion 1942–1945, Klartext, Essen 2020, ISBN 978-3-8375-2089-7.

Herausgeberschaften
- mit Ferdinand Seibt, Gudrun Gleba, Heinrich Theodor Grütter, Herbert Lorenz, Jürgen Müller (Hrsg.): Vergessene Zeiten. Mittelalter im Ruhrgebiet. Katalog zur Ausstellung im Ruhrlandmuseum Essen, 26. September 1990 bis 6. Januar 1991, Band 1 und Band 2, Verlag Peter Pomp, Essen 1990, ISBN 3-89355-052-6.